# Ethecon
Ethecon – Stiftung Ethik und Ökonomie ist eine international tätige, gemeinnützige Stiftung nach deutschem Recht. Sie ist eine Vollstiftung im Sinne des Stiftungsrechtes und wurde unter dem Aktenzeichen 3416/701-II.2. von der Stiftungsbehörde des Senats von Berlin beurkundet. Ethecon wurde 2004 gegründet. Seit 2019 ist Niklas Hoves Geschäftsführer. Die Stiftung vergibt seit 2006 jährlich zwei Preise. Mit dem Blue Planet Award werden Personen geehrt, die sich „im Spannungsfeld Ethik und Ökonomie“ herausragend für den Erhalt des Blauen Planeten einsetzen.
Zugleich werden mit dem Negativpreis Black Planet Award Konzernvorstände und Eigentümer geschmäht, denen die Stiftung eine besondere Verantwortung für den Ruin von Mensch und Umwelt vorwirft. Die Stiftung arbeitet konzern- und globalisierungskritisch und finanziert sich über Spenden. Sie initiierte internationale Kampagnen gegen Monsanto, Nestlé, Blackwater, TEPCO, und Dow Chemical und trug wesentlich zur Einrichtung einer selbstverwalteten Klinik zur Behandlung strahlenkranker Kinder in Fukushima bei, die ihre Arbeit 2013 aufnahm.
Der Black Planet Award wurde 2019 in Dead Planet Award umbenannt.

## Blue Planet Award Preisträger
- 2006: Diane Wilson, US-amerikanische Umweltaktivistin[7][8]
- 2007: Vandana Shiva, indische Physikerin und Umweltaktivistin[7][9][10]
- 2008: Hugo Chávez, Präsident Venezuelas[11][7]
- 2009: Uri Avnery, israelischer Friedensaktivist[12][7]
- 2010: Elias Bierdel, Menschenrechtsaktivist[13]
- 2011: Angela Davis, US-amerikanische politische Aktivistin[14][15]
- 2012: Jean Ziegler, Menschenrechtsaktivist[16][17][18]
- 2013: Esther Béjarano, Holocaust-Überlebende und Antifaschistin[19]
- 2014/15: Tomo Križnar, slowenischer Friedensaktivist[20]
- 2016: Huberto Juárez Núnez, mexikanischer Ökonomieprofessor und Gewerkschafter[21]
- 2017: Hanna Poddig, deutsche Umweltaktivistin[22]
- 2018: Ann Wright, US-amerikanische Friedensaktivistin[23]
- 2019: Rachna Dhingra, indische Menschenrechtsaktivistin[24]
- 2020: Phyllis Omido, Umwelt- und Menschrechtsaktivistin aus Kenia[25]
- 2021: Aminata Dramane Traoré, Friedens- und Menschrechtsaktivistin aus Mali[26]

## Black Planet Award Preisträger

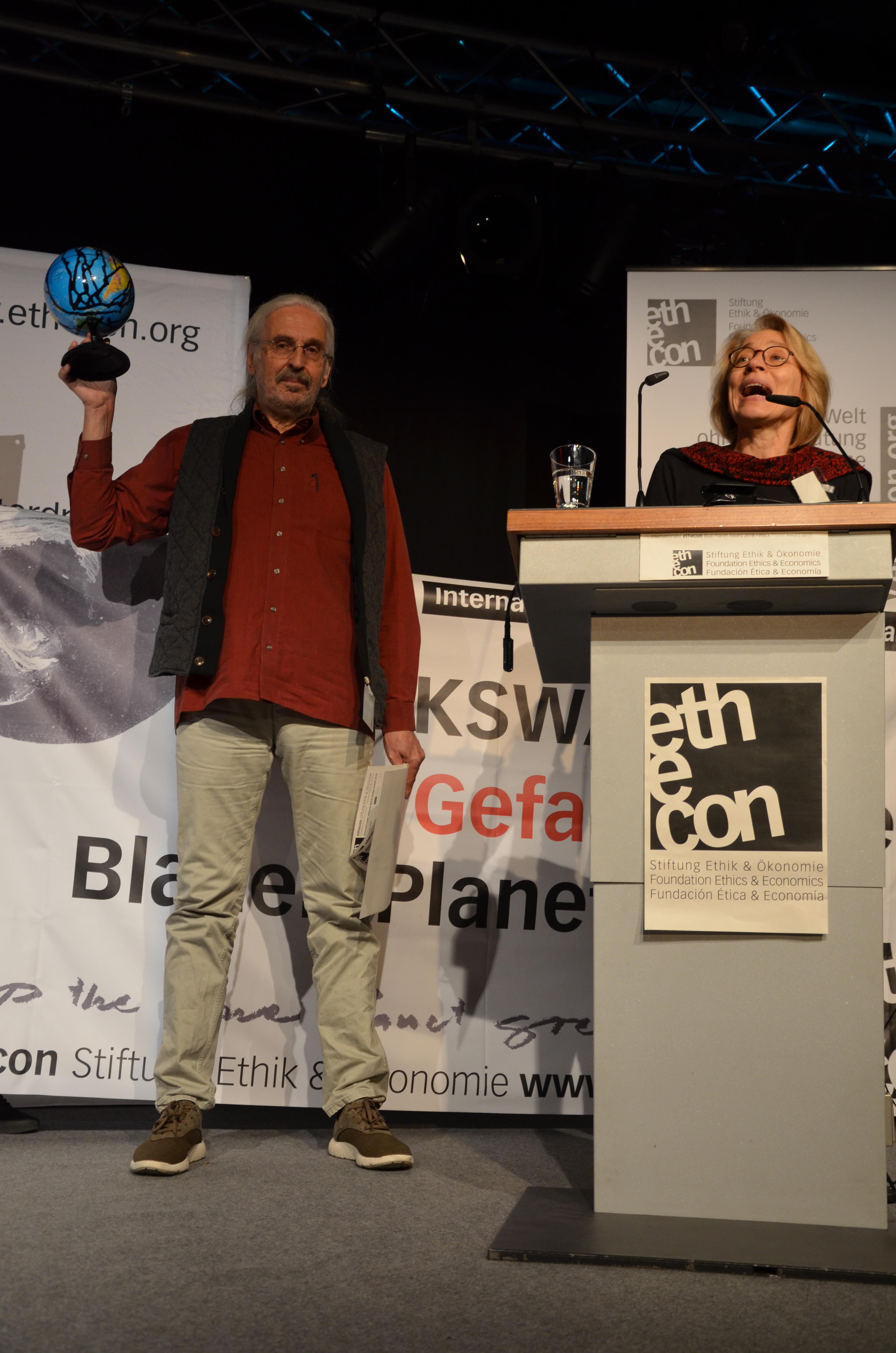
Gründungsstifter Axel Köhler-Schnura präsentiert mit Barbara Happe vom Dachverband der Kritischen Aktionäre den Black Planet Award 2018.

- 2006: Der Monsanto-Konzern (USA) der inzwischen zum deutschen Pharmakonzern Bayer gehört[27]
- 2007: Vorstand Peter Brabeck-Letmathe und Großaktionärin Liliane Bettencourt von Nestlé[28]
- 2008: Erik Prince für seine Geschäfte mit Blackwater[29]
- 2009: Vorstand Lee Chih-tsuen der Formosa Plastics Group[27][30]
- 2010: Vorstände und Eigentümer von BP für die Umweltzerstörung im Zuge des Deepwater Horizon oil spill[31][32][33]
- 2011: Vorstände und Großaktionäre der Tepco nach der Katastrophe von Fukushima[34]
- 2012: Die Vorstände  Ivan Glasenberg (CEO), Simon Murray und Tony Hayward (zuständig für Umwelt, Gesundheit und Sicherheit) von Glencore Xstrata[35][36]
- 2013: Vorstände der Deutschen Bank[37][38]
- 2014/15: Die Vorstände Andrew Liveris und James Ringler sowie Großaktionäre der Dow Chemical (USA)[39]
- 2016: Die Vorstände Muhtar Kent und James Quincey sowie die Großaktionäre Warren Buffett und Herbert Allen Jr. der Coca-Cola Company (USA)[40]
- 2017: Die Vorstände Armin Papperger und Ulrich Grillo sowie die Großaktionäre Larry Fink (BlackRock) und Paul Manduca von Rheinmetall[41]
- 2018: Die Vorstände Herbert Diess und Hans Dieter Pötsch sowie die Anteilseigner Wolfgang Porsche und Stephan Weil der Volkswagen AG, (Deutschland)[42]
- 2019: Den Vorstand und Firmengründer José Batista Sobrinho sowie die Großaktionäre Wesley Mendonça Batista und Joesley Mendonça Batista des weltgrößten Fleischkonzerns JBS S. A. (Brasilien)[43]
- 2020: Jeff Bezos, Gründer des Onlineversandhändlers Amazon[44]
- 2021: Markus Krebber, (Vorsitzender des Vorstands), Werner Brandt (Vorsitzender des Aufsichtsrats), Larry Fink (Großaktionär/BLACKROCK) und Armin Laschet (Großaktionär/Ministerpräsident NRW) des Kohle- und Atomstromkonzerns RWE AG (Deutschland)[45]

## Entstehung und Gestaltung der Preise
Die Symbolik des Blauen Planeten und die Preisgestaltung des Blue Planet Award geht auf den Zero-Künstler Otto Piene zurück, der die Stiftungsgründung künstlerisch unterstützte. Nach Pienes Tod übernahm die Fotokünstlerin Katharina Mayer zusammen mit jährlich wechselnden Gast-Künstlern die Gestaltung der Trophäe.
Den Black Planet Award vergibt ethecon gemeinsam mit dem Dachverband der Kritischen Aktionärinnen und Aktionäre. Die Trophäe dieses jährlichen Schmähpreises ist stets eine mit schwarzer Farbe übergossene Weltkugel, um die planetaren Dimensionen von Umweltzerstörung zu symbolisieren. Aufgrund seines Charakters als Schmähpreis verzichtet die Stiftung bewusst auf eine künstlerisch oder materiell wertvolle Trophäe. Die persönliche Übergabe des Black Planet Award (jetzt Dead Planet Award) findet meist im Rahmen von öffentlichen Protesten oder Aktionärsversammlungen statt.